# 1985 na política

## Eventos
- A Câmara dos Deputados do Brasil aprova o Projeto de Lei criando o Conselho Nacional dos Direitos da Mulher;
- 15 de Janeiro - Fim do Regime militar brasileiro, com a eleição indireta do primeiro presidente civil em 20 anos, Tancredo Neves;
- 11 de Março - O soviético Mikhail Gorbatchov é eleito secretário-geral do PCUS (Partido Comunista da União Soviética);
- 14 de Março - O presidente eleito Tancredo Neves é internado no Hospital de Base do Distrito Federal com a suspeita de apendicite, um dia antes de tomar posse.;
- 15 de Março - Com o presidente eleito Tancredo Neves hospitalizado, o vice-presidente José Sarney toma posse;
- 21 de Abril - Morre o Presidente da República Tancredo Neves no Instituto do Coração em São Paulo;
- 15 de Novembro - Primeiras eleições diretas para as prefeituras das capitais, das cidades litorâneas e de municípios "enquadrados" pela antiga Lei de Segurança Nacional no Brasil, em quase 20 anos. Entre outros, Jânio Quadros é eleito na cidade de São Paulo e Saturnino Braga na capital fluminense.

## Nascimentos
| Data           | Nome        | Profissão | Nacionalidade | Observações | Ref |
| -------------- | ----------- | --------- | ------------- | ----------- | --- |
| 16 de novembro | Sanna Marin | política  | Finlândia     |             |     |

## Mortes
| Data           | Nome                         | Profissão | Nacionalidade                  | Observações | Ref |
| -------------- | ---------------------------- | --- | ------------------------------ | ----------- | --- |
| 10 de março    | Konstantin Chernenko         | presidente da União Soviética de 1984 a 1985                                                                                        | União Soviética                | n. 1911     |     |
| 21 de abril    | Tancredo Neves               | primeiro-ministros do Brasil de 1961 a 1962 e eleito presidente da República do Brasil, não chegando a tomar posse por ter falecido | Brasil                         | n. 1910     |     |
| 7 de maio      | Carlos Alberto da Mota Pinto | primeiro-ministro de Portugal, professor universitário e político                                                                   | Portugal                       | n. 1936     |     |
| 6 de agosto    | Forbes Burnham               | presidente da Guiana de 1980 a 1985                                                                                                 | Reino Unido (Guiana Britânica) | n. 1923     |     |
| 9 de outubro   | Emílio Garrastazu Médici     | presidente do Brasil de 1969 a 1974                                                                                                 | Brasil                         | n. 1905     |     |
| 23 de Dezembro | Ferhat Abbas                 | presidente do governo provisóriodda Argélia entre 1962 e 1963                                                                       | Argélia                        | n. 1889     |     |